# Герб Харкова
Герб Ха́ркова затверджений 14 вересня 1995 року рішенням Харківської міської ради.

## Опис герба
Герб являє собою геральдичний щит французької форми (чотирикутний, загострений до низу). На зеленому полі щита зображені перехрещені ріг достатку (наповнений плодами та заквітчаний) і кадуцей (золотий жезл зі срібними крилами), оповитий зміями срібного кольору.
Пропорції герба: висота до ширини 8:7, заокруглені частини герба являють собою 1/4 кола з радіусом окружності, рівною 1/8 висоти герба. Кадуцей та ріг достатку розміщуються на діагоналях умовного прямокутника геральдичного щита, перехрещуючись у його центрі. Схрещені по діагоналі (андріївським хрестом) ріг достатку та кадуцей утворюють ініціал назви міста.

## Значення символіки
Зелений колір у геральдиці символізує надію, радість, достаток. Ріг достатку символізує природні багатства. Кадуцей — незмінний атрибут бога Меркурія, який в епоху античності вважався заступником торговців, мандрівників, парламентерів. Змії, що оповили кадуцей, символізують мудрість.

## Історія

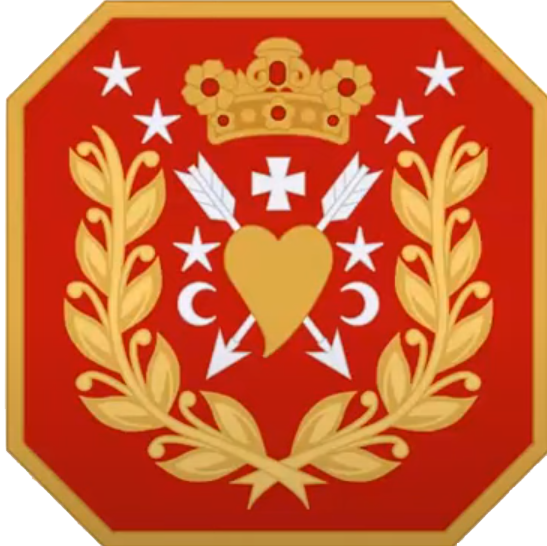
Реконструкція печатки Харкова 1724 року

Найстаріша відома міська печатка Харкова датується 1724 роком і виконана в стилі українського бароко. За деякими мистецькими особливостями час створення символіки можна віднести до 60-70-х років XVII століття, майже до самого часу заснування міста. На ній зображено серце, пронизане двома стрілами в супроводі лицарського хреста, зірок і півмісяців — це така традиційна класична для козацької геральдики мілітарна символіка. Пронизане серце — це символ чеснот, мужності, хоробрості, незламності, тобто цілий комплекс найкращих лицарських характерних рис. Це характеризує Харків як таке лицарське військове місто, що для XVII-XVIII століття було надзвичайно актуальним і актуально зараз. Корона на печатці це символ самоврядності, а не монархії, для того часу це було абсолютно і виправдано, і натурально. Крім того, у харківському гербі додатковим елементом є лаврові галузки — це символ перемоги. У сукупності всі елементи на гербі мають гармонійну і дуже потужну символіку, він ніби розповідає, що Харків — це місто людей з хоробрими серцями, які борються за свою свободу і незалежність, які дотримуються у своїй поведінці гідності, лицарських чеснот, які стоять насторожі своїх прав і вольностей, що це місто є самоврядним, що це місце є переможцем.
Гербом Харківського полку (1654—1765) вважається чорне зображення напнутого лука із стрілою вістрям угору на золотому полі картуша, згадане в «Хроногеографическом описании города Харькова» Максима Горленского (1767 год): «Місто Харків здавна носить у гербі напнутий лук зі стрілою». Зустрічається опис герба й з іншою колірною гамою: «На зеленому полі щита — жовтий лук. Тятива туго напнута, стріла готова поцілити у ворога». В пізніших описах фігурує вже як герб Харкова. Можливо цей герб походить від герба Дорошенків[джерело?].

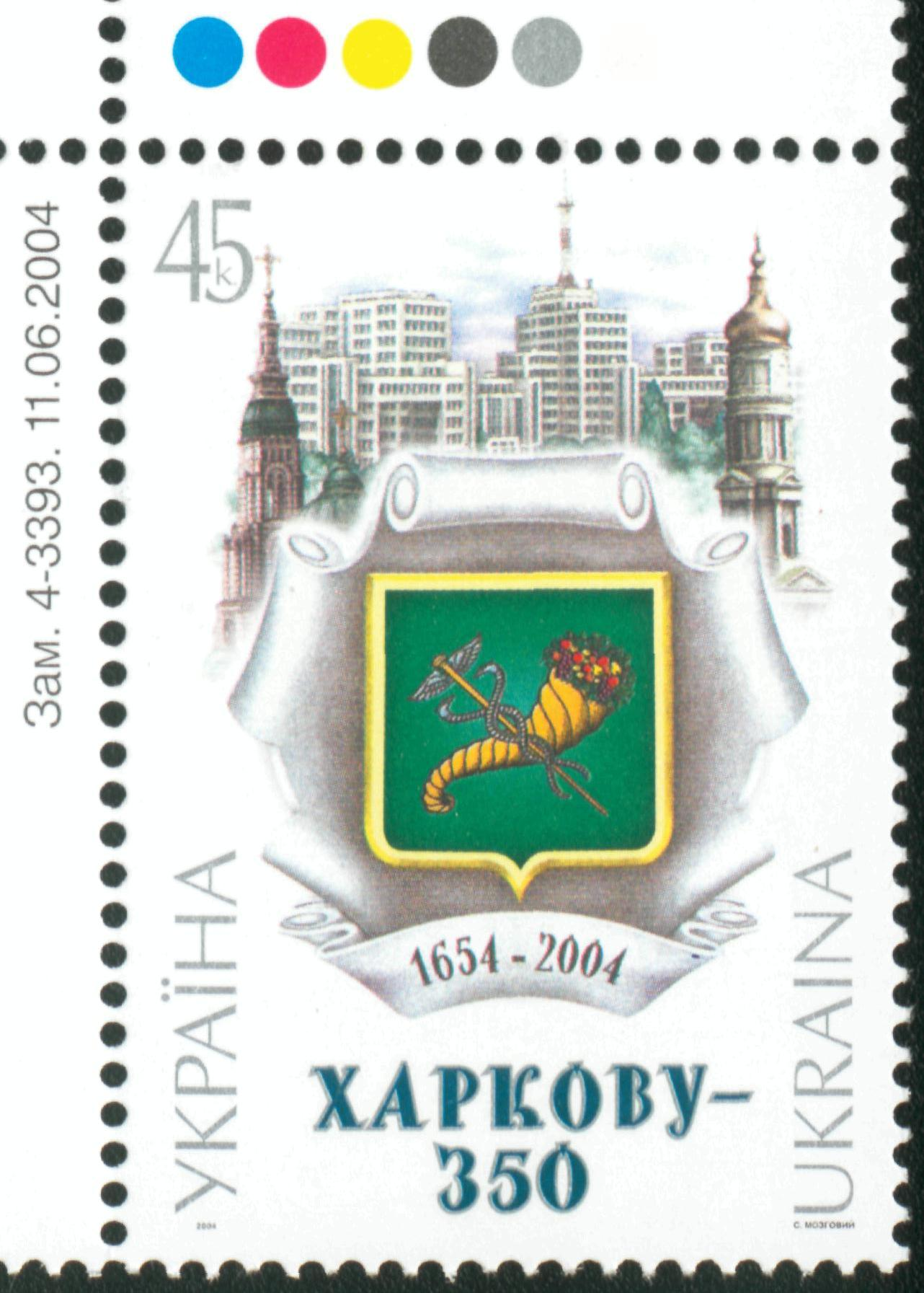
Поштова марка України до 350-річчя Харкова із зображенням герба міста, Благовіщенського собору, Держпрому та Успенського собору. 2004

Герб Слобідсько-Української губернії, що служив також міським гербом Харкова, був розроблений 1775 року геральдмейстером князем Михайлом Щербатовим і затверджений 21 вересня 1781 року Катериною II як герб Харківського намісництва (з 1796 — знову Слобідсько-Українська губернія, з 1835 — Харківська губернія).
Він являє собою чотирикутний геральдичний щит, загострений знизу, подібна форма також називається французькою. На зеленому тлі щита зображені перехрещені ріг достатку і золотий кадуцей зі срібними крилами (символ бога торгівлі Меркурія), оповитий зміями срібного кольору.
Указом Олександра II від 5 липня 1878 року герб губернії, як такий, що не відповідає геральдичним нормам (критику викликало, зокрема, зображення кадуцея), був замінений новим варіантом, складеним бароном Бернгардом Кене. Він зображував на срібному щиті чорну відірвану кінську голову із червленими очима та язиком, що означає кінські заводи губернії; у червленій главі щита — золота із шістьма променями зірка, що символізує університет між двома візантійськими монетами, що означають торгівлю й багатство. Щит був оточений золотими дубовими листками, з'єднаними андріївською стрічкою та увінчаний імператорською короною. У верхній частині гербів повітових міст губернії, однак, як і раніше, поміщалося зображення рогу достатку та кадуцея.
Новий герб викликав протести містян, і 21 травня 1887 року за клопотанням Харківського дворянства місту було повернено катерининський, що зберіг, однак, обрамлення нового герба — корона й дубові листи з Андріївською стрічкою. Він проіснував до проголошення Радянської влади.
26 грудня 1968 року VIII сесією Харківської міської ради депутатів XI скликання був затверджений радянський герб міста, укладений заслуженим художником УРСР професором Євгеном Єгоровим. На білому полі (символ миру) було зображено золоте колосся, символ достатку й урожайності полів Слобожанщини, на тлі золотих орбіт електронів, що символізують науку міста, у якому вперше було розщеплено атомне ядро. У верхній частині щита був поміщений червоно-блакитний прапор УРСР, поверх якого розташовані зображення зубчастого колеса — символ індустрії — і назва міста російською мовою. У народі цей герб отримав прізвисько Опромінений колос.
14 вересня 1995 сесією Харківської міської ради народних депутатів за останні два сторіччя втретє був прийнятий герб із зображенням кадуцея та рогу достатку як найтрадиційніший в історії міста, що був розроблений заслуженим діячем мистецтв України Дуденко Світланою Іванівною.

## Критика
- Використання однакового герба як для міста, так і для області є унікальним випадком в Україні, що суперечить принципам геральдики.
- Первісно герб виконував функцію територіального (Харківська губернія), а не міського герба.
- Сучасний герб був запроваджений ще в імперський період, замінивши собою козацьку символіку, без урахування історичних особливостей регіону. Ріг достатку був запозичений з довідника "Символи та емблемата" і не мав безпосереднього зв’язку з історією міста. Кадуцей додали, бо нібито у Харкові є ярмарки, але ж на той час у будь-якому губернському центрі були ярмарки, це не вирізняло Харків.